# Горње Чичево (Градско)
Горње Чичево (мкд. Горно Чичево) је насеље у Северној Македонији, у средишњем делу државе. Горње Чичево управно припада општини Градско.

## Географија
Горње Чичево је смештено у средишњем делу Северне Македоније. Од најближег већег града, Велеса, насеље је удаљено 30 km јужно.
Рељеф: Насеље Горње Чичево се налази у историјској области Тиквеш. Село је положено на западном ободу Тиквешке котлине, на месту где се издижу прва брда, која даље на западу прелазе у планину Клепу. Насеље је положено на приближно 480 метара надморске висине.
Месна клима је континентална.

## Становништво
Горње Чичево је према последњем попису из 2002. године имало 22 становника.
Већинско становништво у насељу су етнички Македонци (96%), а остало су Срби.
Претежна вероисповест месног становништва је православље.